# アンソニー・アタラ

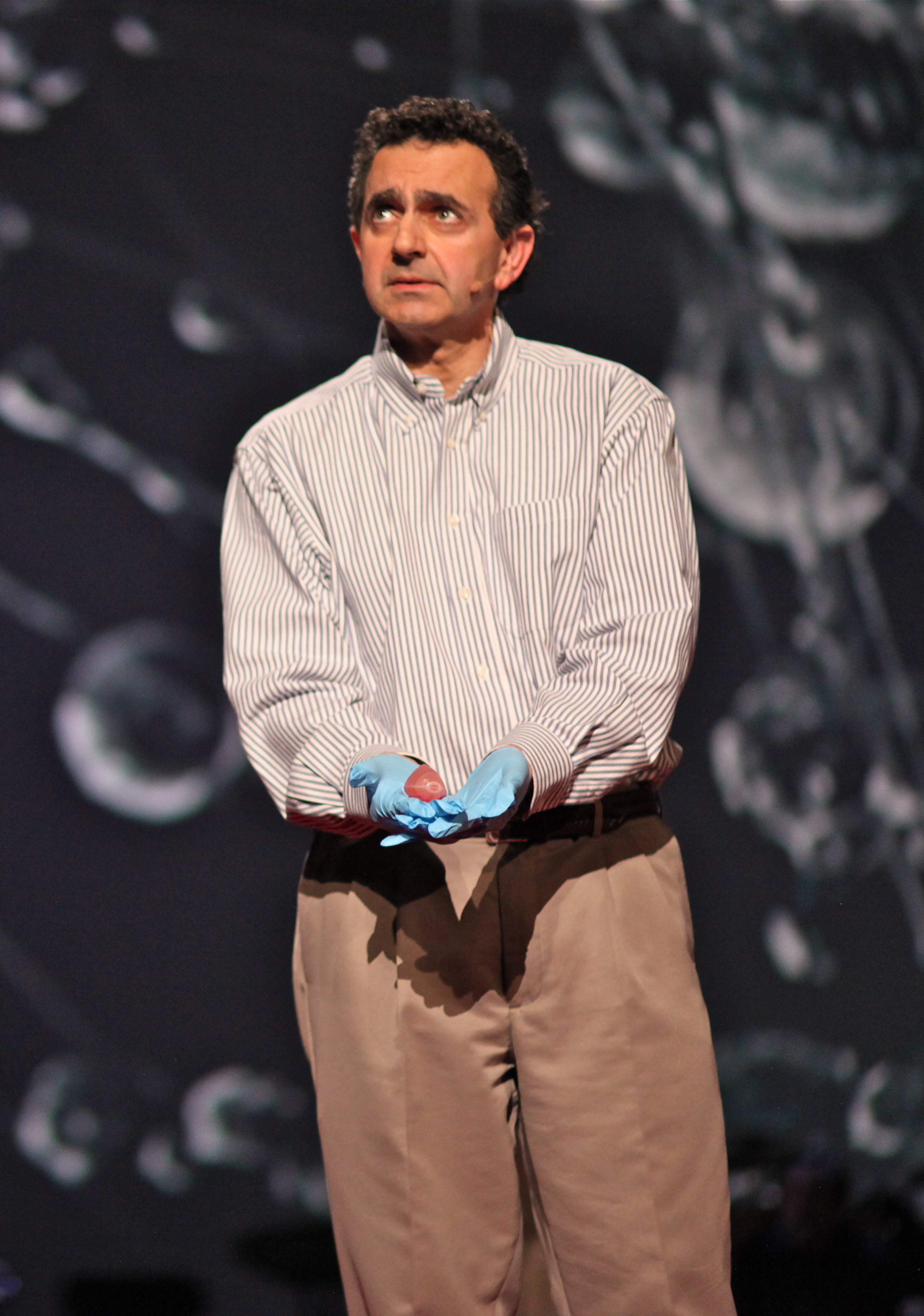

アンソニー・アタラ (Anthony J. Atala, 1958年 - ) はアメリカ合衆国の再生医療の第一人者。Wake Forest Institute of Regenerative Medicine の理事。ノースカロライナ州にあるウェイクフォレスト大学の泌尿器学科・科長を務める。
ペルー生まれ、フロリダ州マイアミ・デイド郡で育つ。